# Yobiel Weldrufael
Yobiel Weldrufael (* 24. August 2005) ist ein eritreischer Leichtathlet, der sich auf den Mittelstreckenlauf spezialisiert hat.

## Sportliche Laufbahn
Yobiel Weldrufael trat 2023 in ersten internationalen Wettkämpfen über die Mittelstreckendistanzen an. Im April startete er bei den U20-Afrikameisterschaften in Sambia. Dort belegte er im Finale über 1500 Meter den sechsten Platz. Anfang Oktober trat er im Meilenlauf bei den ersten Straßenlauf-Weltmeisterschaften im lettischen Riga an, wobei er in 3:57,94 min den neunten Platz belegte. Mit dieser Zeit reihte er sich (Stand Januar 2024) auf dem 15. Platz der Allzeitbestenliste über diese Distanz ein. 2024 blieb er im Februar bei einem Meeting in Belgrad erstmals unterhalb der 3:40:00-min-Marke über 1500 Meter. Dennoch verpasste er die Qualifikation für die Leichtathletik-Hallenweltmeisterschaften. Später im März trat er über 1500 Meter bei den Afrikaspielen in Ghana an. Als Zweiter seines Vorlaufes zog er in das Finale ein, in dem er schließlich allerdings aufgeben musste.

## Wichtige Wettbewerbe
| Jahr                | Veranstaltung                   | Ort                 | Platz               | Disziplin           | Zeit/Punkte         |
| Startet für Eritrea | Startet für Eritrea             | Startet für Eritrea | Startet für Eritrea | Startet für Eritrea | Startet für Eritrea |
| ------------------- | ------------------------------- | ------------------- | ------------------- | ------------------- | ------------------- |
| 2023                | U20-Afrikameisterschaften       | Ndola               | 6.                  | 1500 m              | 3:41,42 min         |
| 2023                | Straßenlauf-Weltmeisterschaften | Riga                | 9.                  | Meilenlauf          | 3:57,94 min         |
| 2024                | Afrikaspiele                    | Accra               |                     | 1500 m              | DNF (Finale)        |

## Persönliche Bestleistungen
Freiluft
- 1500 m: 3:41,42 min, 30. April 2023, Ndola

Straße
- Meilenlauf: 3:57,94 min, 1. Oktober 2023, Riga

Halle
- 1500 m: 3:39,09 min, 13. Februar 2024, Belgrad